# 双林车辆段
双林车辆段位于天津市津南区，天津职业技术师范大学附近，曾为天津轨道交通天津地铁一号线的车辆段。该车辆段竣工于2005年7月13日。附近有双林站。

## 停用与拆除
随着1号线东延线土建全部建成，且双桥河车辆段已经投用，双林车辆段已于2022年启动拆迁，逐步将原有列车无火输送至双桥河车辆段。
2023年12月，双林车辆段主体拆除工程随着EPC项目招标结束，旋即全面进入拆除工作。

## 内部链接
- 天津地铁一号线